# Nerv oftalmic

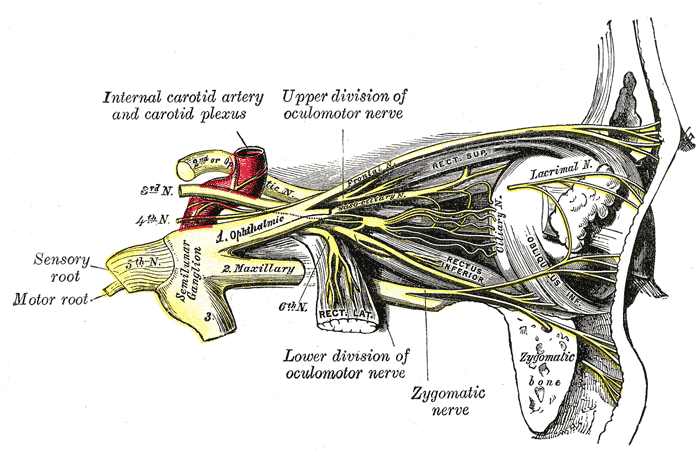
Nervul oftalmic

Nervul oftlamic (latină Nervus ophthalmicus) este una dintre cele trei ramuri ale nervului cranian trigemen și transmite doar informații senzitive. 